# Karmelbjerget
Karmelbjerget er et 552 meter højt forbjerg i Israel ved havnebyen Haifa. Hjemsted for Karmeliterordenens moderkloster, som blev ødelagt af saracenerne i 1291.
Et areal på 266 km² blev i 2010 udpeget til biosfærereservat under UNESCOs Menneske og biosfære-programmet.